# Oldenburg
För andra betydelser, se Oldenburg (olika betydelser).
Oldenburg (plattyska: Ollnborg, saterfrisiska: Ooldenbuurich, vendiska: Starigard) är en distriktsfri stad i förbundslandet Niedersachsen i nordvästra Tyskland, belägen väster om Bremen. Stadens officiella namn är Oldenburg (Oldenburg). 
Oldenburg har cirka 175 000 invånare och är därmed Niedersachsens fjärde största stad. Oldenburg var tidigare huvudstad i grevskapet, hertigdömet, storhertigdömet och fristaten Oldenburg. Sedan 2005 ingår Oldenburg i en av Tysklands elva storstadsregioner, Bremen-Oldenburg-regionen.

## Geografi
Oldenburg ligger vid floden Hunte i västra Niedersachsen på det nordtyska låglandet, ca 9 mil från Nordsjökusten. Staden utgör centrum i det historiska landskapet Oldenburger Land. 
Oldenburg gränsar till följande kommuner: Elsfleth (stad i Landkreis Wesermarsch), Hude, Hatten och Wardenburg (alla i Landkreis Oldenburg) samt Edewecht, Bad Zwischenahn, Wiefelstede och Rastede (alla i Landkreis Ammerland).

## Historia

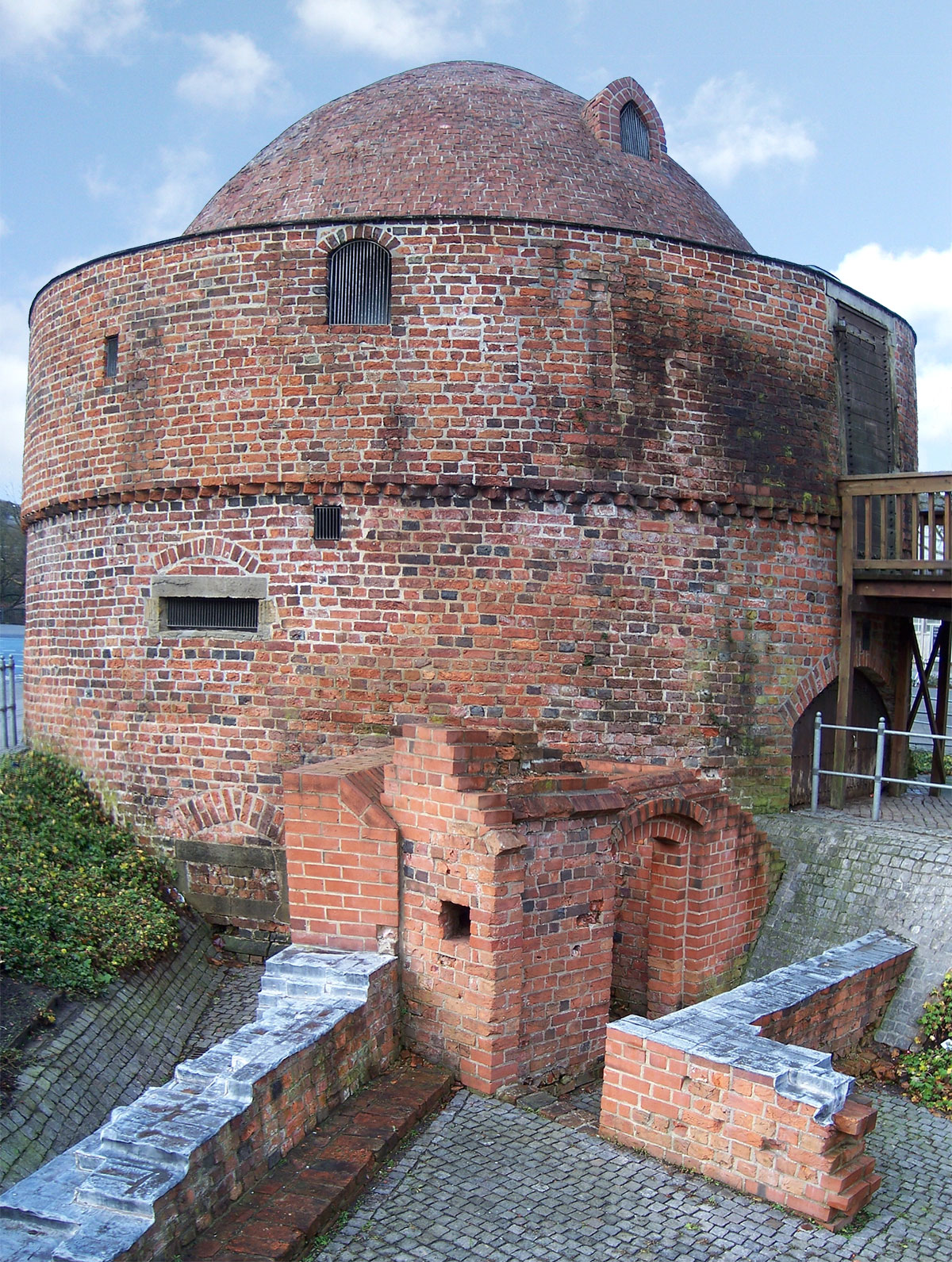
Kruttornet från 1529

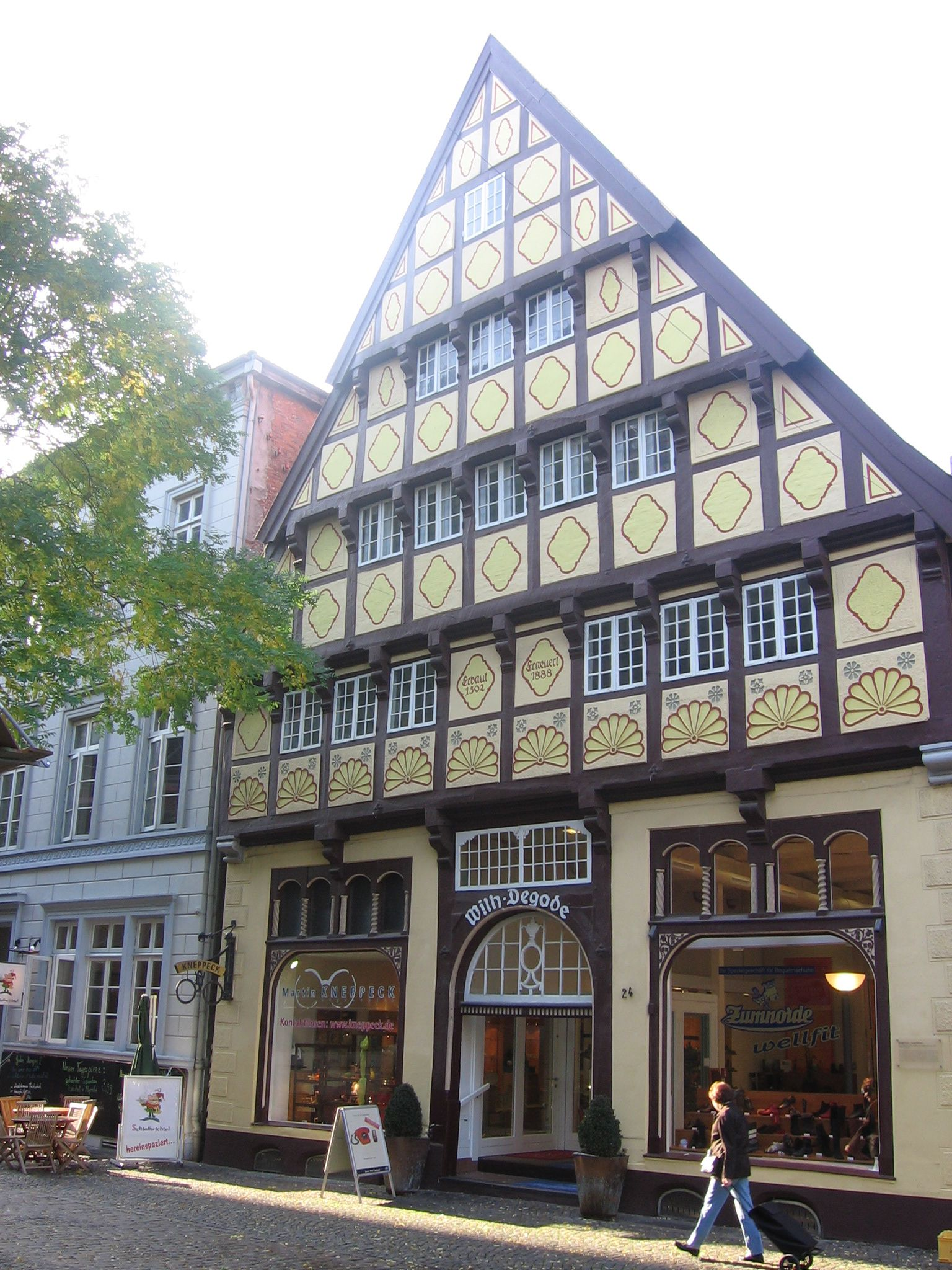
Degodehuset är en av de få byggnader som överlevde den stora stadsbranden i Oldenburg 1676

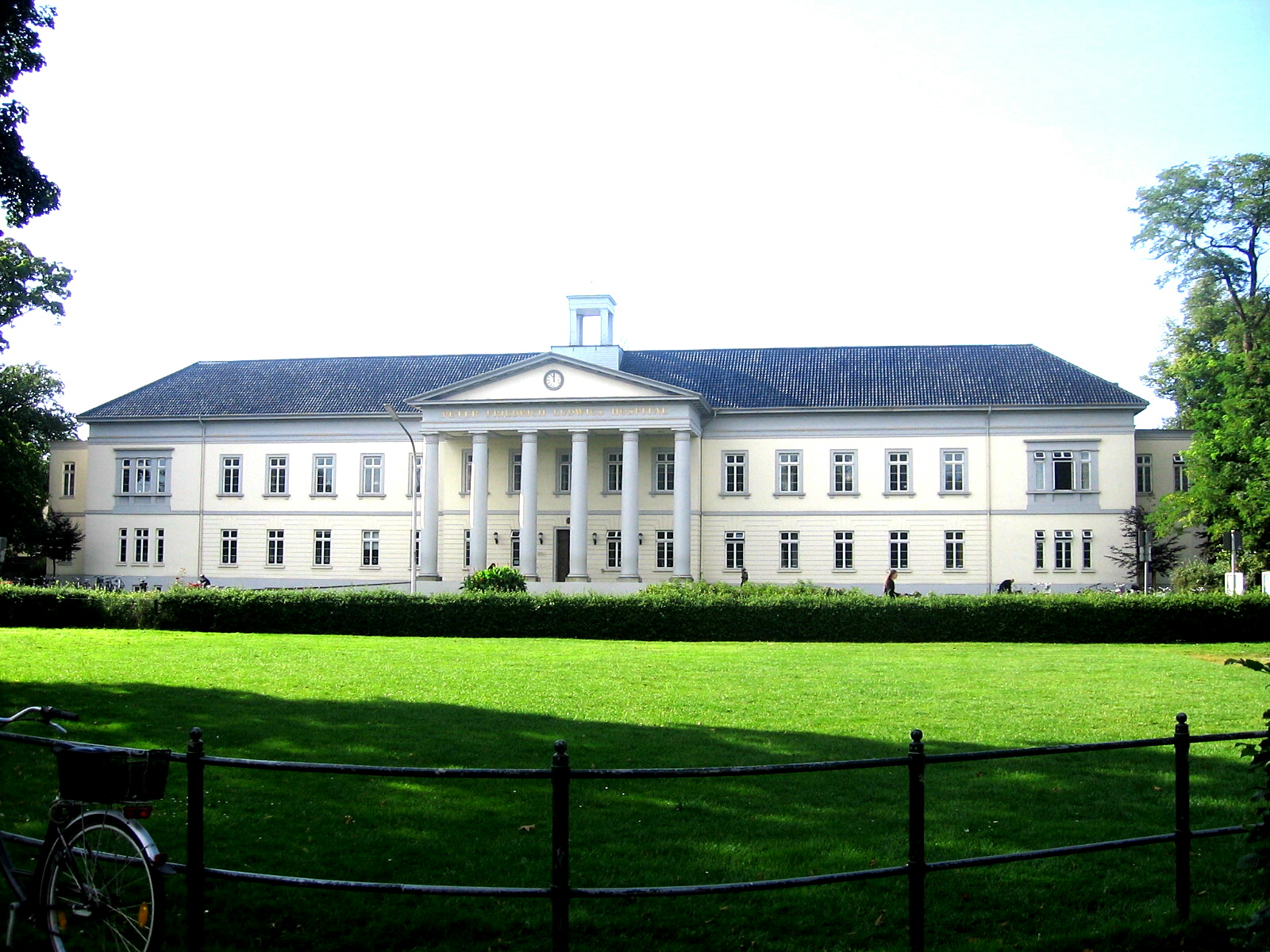
Peter Friedrich Ludwigs Hospital

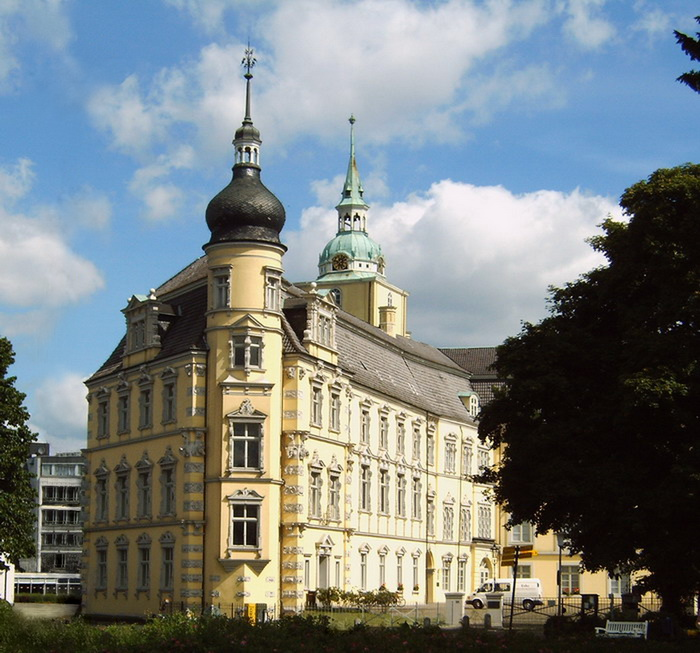
Slottet i Oldenburg

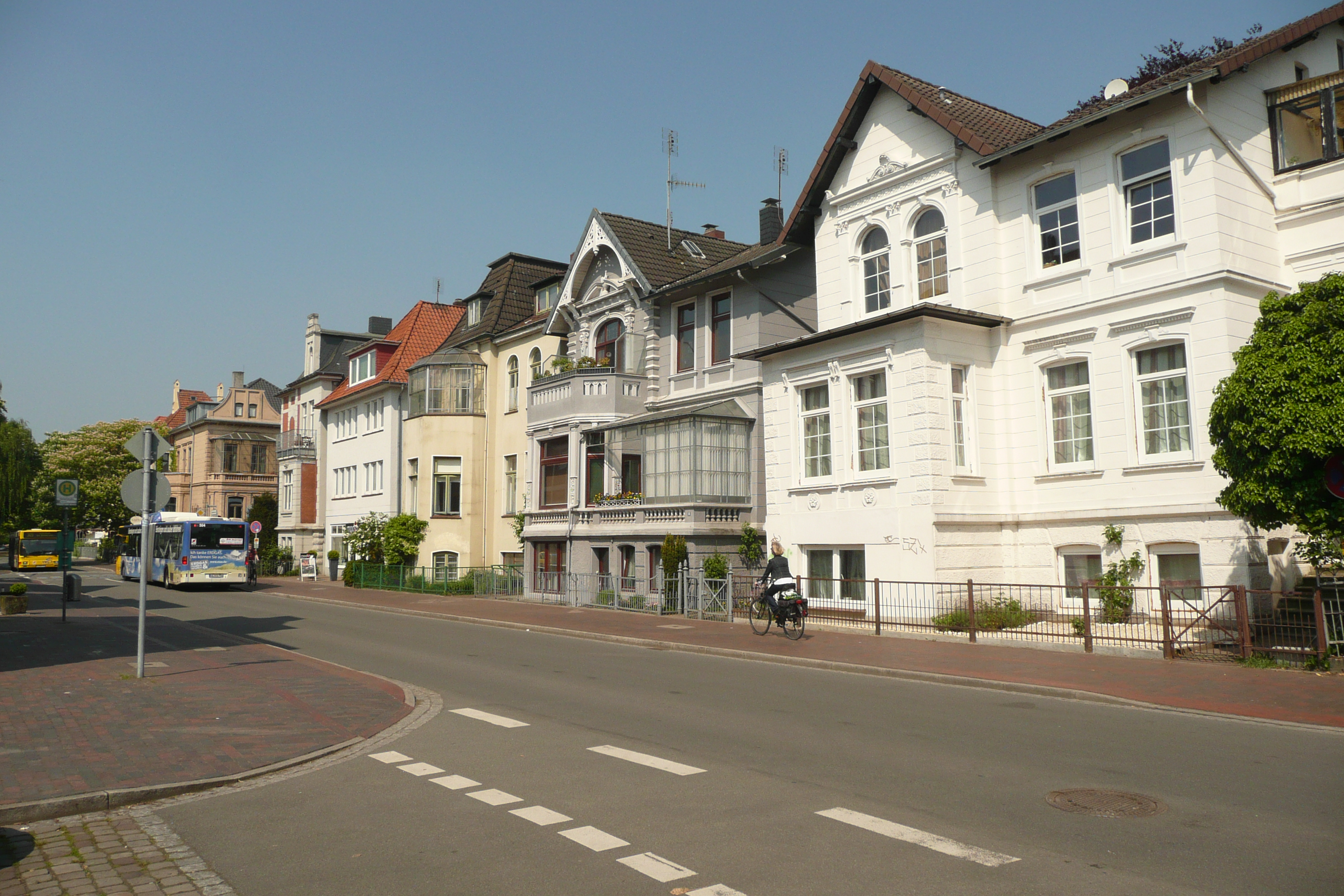
Bostadskvarter i Oldenburg

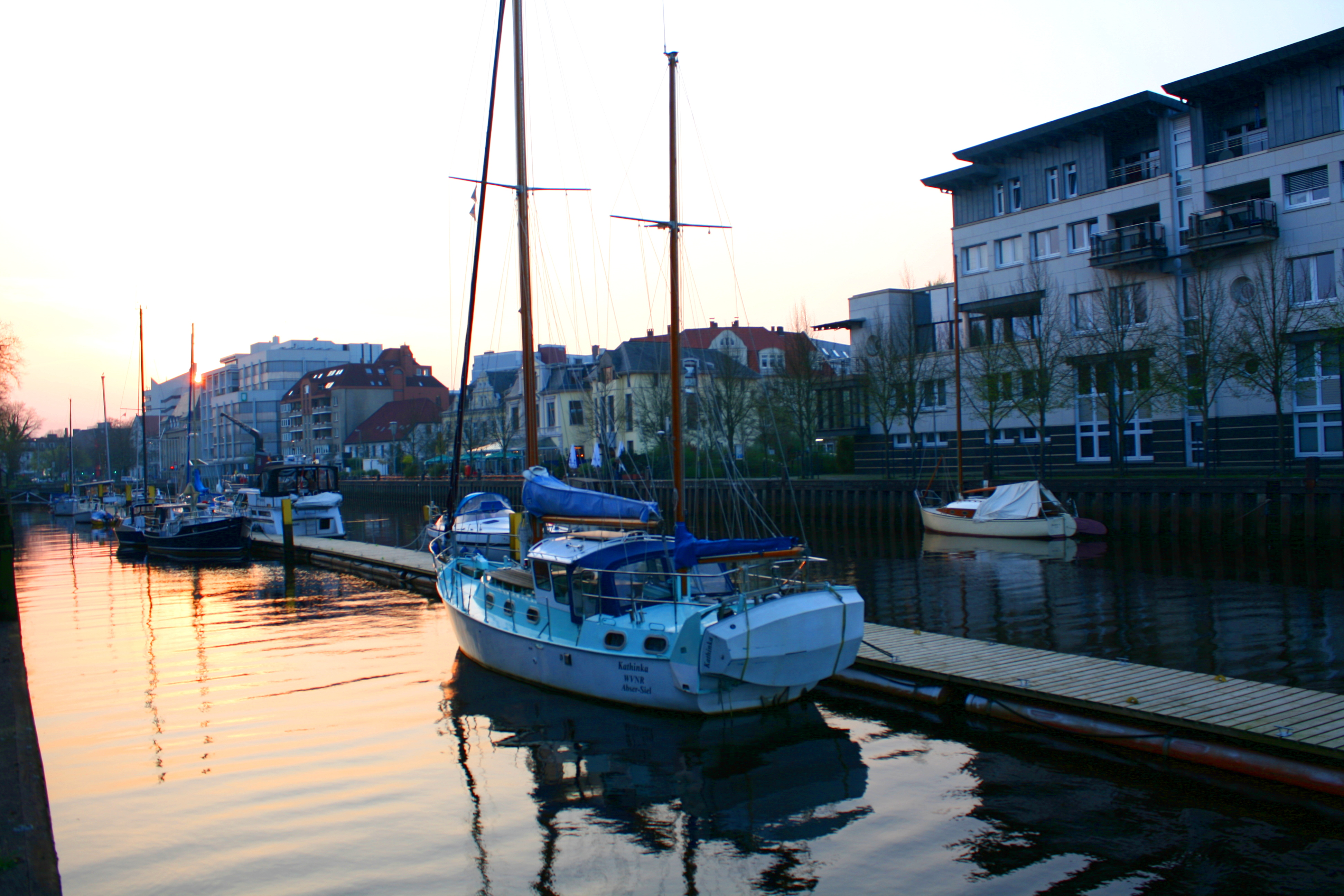
Den gamla stadshamnen i Oldenburg

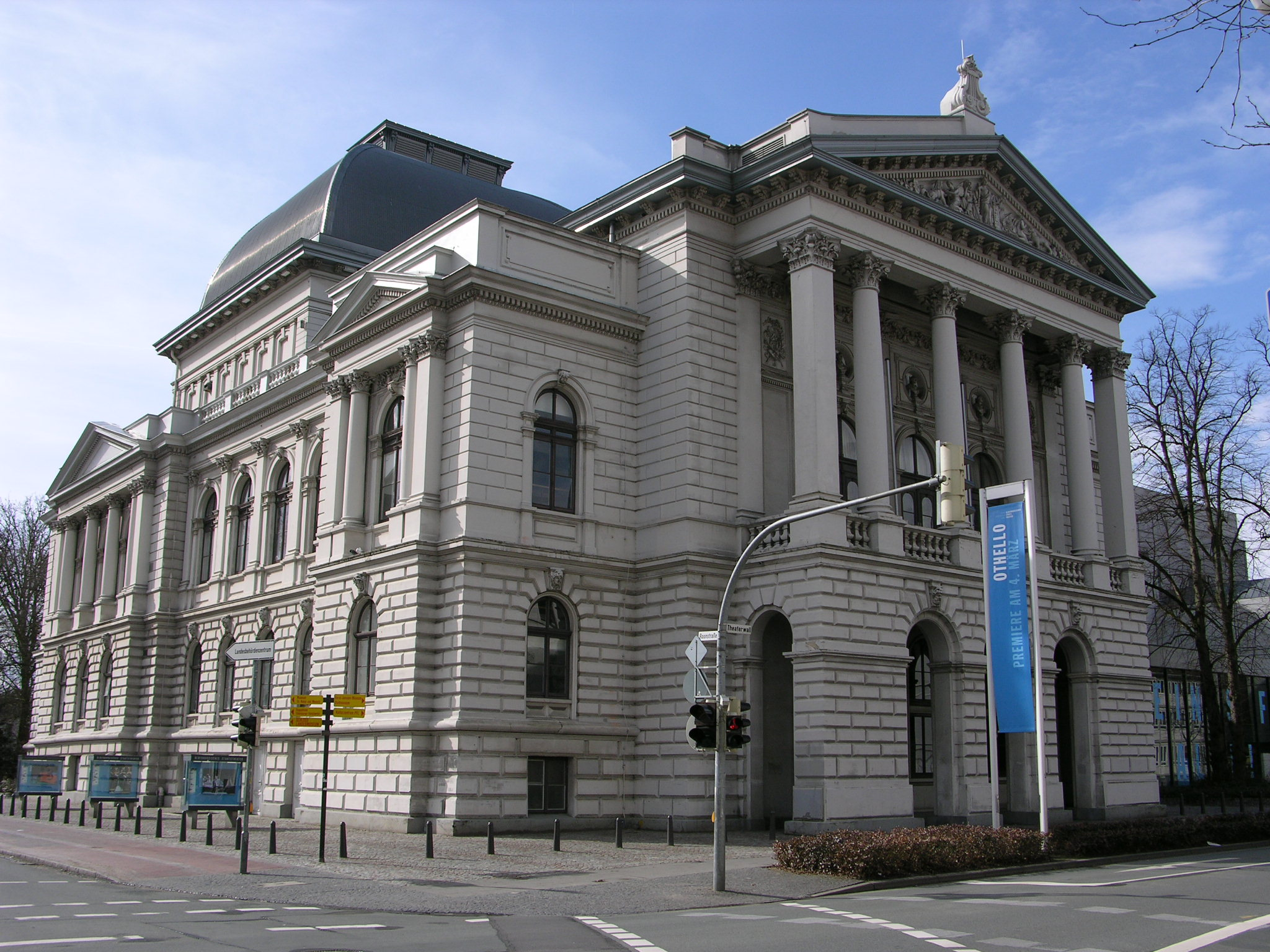
Oldenburgs statsteater

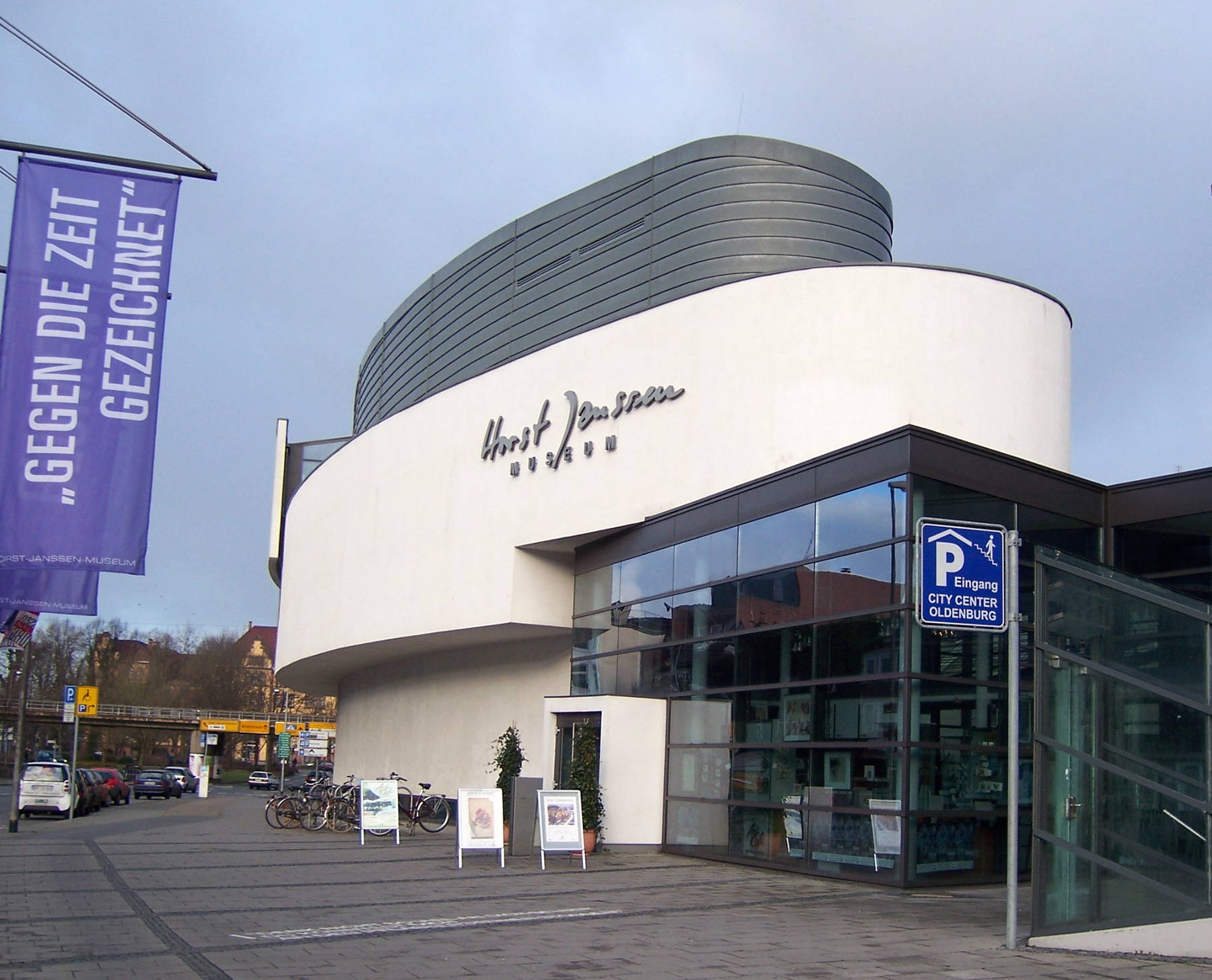
Horst-Janssen-museet i Oldenburg

Oldenburgs historia börjar på 600- och 700-talen då området runt ett vadställe över floden Hunte längs handelsvägen mellan Bremen eller Westfalen och Jever bebyggs. 
Oldenburg omnämns första gången 1108 som Aldenburg. På 1100-talet byggde grevarna av Oldenburg en vattenborg och började kräva tull, från mitten av 1100-talet fungerade Oldenburg som residensstad för grevarna av Oldenburg. År 1345 fick Oldenburg stadsrättigheter. Stadens befästning förbättrades av greve Konrad I von Oldenburg och stadens ekonomi förbättrades. År 1448 blev greve Christian von Oldenburg kung i Danmark. Staden Oldenburg blev därmed stamsäte för det vittförgrenade furstliga huset Oldenburg, till vilket bland annat det danska kungahuset hör, Europas äldsta som ännu regerar.
Grevskapet Oldenburg är känt genom greven Didrik den lycklige (d. 1440) av Oldenburg som blev stamfader för såväl det danska kungahuset, via sonen Kristian I, som för det grevliga huset Oldenburg via sonen Gerhard den modige av Oldenburg. Anton Günther (1583-1667) var den siste greven av denna släktlinje och var då även greve av Delmenhorst. År 1603 började greve Anton Günther sin regeringstid. En del av borgen byggdes om i barockstil och aveln av hästrasen Oldenburgare började. Staden hölls under en lång tid utanför trettioåriga kriget men till slut kom fältherren Tilly även till Oldenburg. År 1667 dog greve Anton Günther, vid samma tid som pesten härjade i staden. Eftersom greven saknade barn ärvdes Oldenburg-Delmenhorst av den danske konungen vid Anton Günthers död.
Efter pesten drabbades staden i slutet av juli 1676 av en förödande brand. Till följd av eldens härjningar förföll staden och slottet. Den danska staten gav inte Oldenburg någon finansiell hjälp och återuppbyggnaden tog flera decennier. Invånarantalet sjönk och i mitten på 1700-talet bodde cirka 3 000 personer i staden. Trots detta var Oldenburg en viktig militär befästning för Danmark. Slottet byggdes om av danskarna till en fästning. 
År 1773 överlämnades de danska grevskapen Oldenburg och Delmenhorst fördragsenligt till Ryssland i utbyte mot en del av Holstein. Det ryska herraväldet varade endast fyra dagar varefter de båda grevskapen överläts till Fredrik August av Holstein-Gottorp, furstbiskop av Lübeck. Denne upphöjdes av kejsar Josef II till hertig av Oldenburg år 1774 varvid Oldenburg blev ett hertigdöme och staden Oldenburg blev formellt huvud- och residensstad. Hans son, Peter Fredrik Wilhelm av Oldenburg, död 1823, var sinnessvag, varför regeringen överläts till hans kusin, Peter Fredrik Ludvig av Oldenburg.
År 1785 blev Peter Fredrik Ludvig hertig av Oldenburg och staden byggdes om i klassisistisk stil. Under hans maktperiod byggdes bland annat Peter Friedrich Ludwigs Hospital. Genom hans socialpolitik bildades föregångaren till Oldenburgs sparbank, världens äldsta sparbank. Utrikespolitiskt vägrade Peter Friedrich Ludwig att gå med på Napoleons förslag att byta Oldenburg mot Erfurt, och därför besattes hertigdömet av Napoleons trupper 1810 och införlivades med Frankrike. 
Wienkongressen 1814–1815 återgav Oldenburg till Peter Fredrik Ludvig och landet upphöjdes dessutom samtidigt till storhertigdöme. 1823 blev Peter Fredrik Ludvig hertig även till namnet, och efterträddes 1829 av sin son, Paul Fredrik August, storhertig 1829-1853. Under revolutionsåren 1848 och 1849 fick storhertigdömet en ny författning. 
Paul Fredrik Augusts son Nikolaus Fredrik Peter av Oldenburg var i favör av de tyska enhetssträvandena, och 1866 inlemmades Oldenburg i nordtyska förbundet, och 1871 i det av Preussen ledda tyska Kejsardömet.
År 1918 abdikerade Oldenburgs siste storhertig, Friedrich August, och 1919 blev Oldenburg huvudstad i fristaten Oldenburg. Under nazisttiden 1933–1945 var Oldenburg huvudstad i distriktet (gau) Weser-Ems. Under kristallnatten i november 1938 brändes stadens synagoga. Vid tiden för andra världskriget hade staden ca 80 000 invånare. I egenskap av tjänstemannastad skonades staden från bombangrepp och endast drygt 1 procent av staden förstördes. 
Efter andra världskrigets slut 1945 kom Oldenburg att tillhöra den brittiska ockupationszonen. Ungefär 42 000 flyktingar kom till staden. År 1946 upplöstes fristaten Oldenburg och staden blev i stället en del av det nya förbundslandet Niedersachsen. Under efterkrigstiden har staden varit ett centrum för statlig förvaltning. År 1973 grundades universitetet i Oldenburg.

## Näringsliv
Oldenburg är en av Tysklands storstäder och har ett omfattande näringsliv. Staden utgör centrum för nordvästra Niedersachsen. I övrigt är Oldenburg en utpräglad förvaltnings- och universitetsstad. Universitetet har cirka 10 000 inskrivna studenter. Dessutom har yrkeshögskolan Oldenburg/Ostfriesland/Wilhelmshaven (FH OOW) cirka 10 000 studenter. 
Oldenburg har en järnvägsstation med dagliga förbindelser med ett flertal större tyska städer. Oldenburgs hamn har via kustkanalen anslutning till det tyska insjöfartsnätet och via floderna Hunte och Weser anslutning till havssjöfarten på Nordsjön. Hamnen är en av de viktigaste insjöhamnarna i Niedersachsen. 
Oldenburgs innerstad är omgiven av en motorvägsring bestående av motorvägarna A28 mellan Leer och Bremen, A29 mellan Wilhelmshaven och Ahlhorner Heide samt A293.

## Kultur
I staden finns ett antal kulturinstitutioner. Stadens äldsta teater är Oldenburgisches Staatstheater. Bland museerna kan slottsmuseet och Horst-Janssen-museet nämnas.  
Liksom i övriga delar av norra Tyskland talas i Oldenburg, vid sidan av rikstyska (högtyska), även lågtyska (plattyska). Bland olika traditioner kan nämnas det traditionella grönkålsätandet och kägelspelet Bosseln som spelas på landsvägar i nordvästra Tyskland.

## Demografi
| Demografisk utveckling för Oldenburg mellan åren 1502 och 1900 |         |         |       |       |       |       |        |        |        |        |        |
| 1502                                                           | 1667    | 1702    | 1769  | 1816  | 1828  | 1837  | 1855   | 1871   | 1880   | 1890   | 1900   |
| ~ 2 300                                                        | ~ 4 300 | ~ 5 000 | 6 959 | 6 278 | 6 800 | 9 280 | 11 370 | 13 928 | 20 575 | 23 118 | 26 635 |
|                                                                |         |         |       |       |       |       |        |        |        |        |        |

| Demografisk utveckling för Oldenburg mellan åren 1910 och 2004 |        |        |        |         |         |         |         |         |         |         |         |
| 1910                                                           | 1919   | 1930   | 1940   | 1950    | 1960    | 1970    | 1980    | 1989    | 1995    | 2000    | 2004    |
| 30 242                                                         | 32 540 | 55 485 | 80 605 | 122 809 | 122 337 | 131 545 | 136 764 | 140 785 | 151 382 | 154 832 | 158 394 |
|                                                                |        |        |        |         |         |         |         |         |         |         |         |

## Berömda personer från Oldenburg
- Karl Jaspers
- Ulrike Meinhof